# Абсанс
Абсанс (від фр. absence, якщо буквально — «відсутність» або фр. petit mal) — раптова непритомність на кілька секунд. Це різновид епілептичного нападу, під час якого людина перестає реагувати на будь-які зовнішні подразники, її мова обривається, а погляд зосереджений в одній точці. Такий стан може тривати 15-20 с, після чого відновлюється нормальна психічна діяльність. Характерним є повна відсутність спогадів про це, тому людина продовжує робити те, що й робила, наче й не було нічого.
В основному, це захворювання спостерігається в дитячому віці. Абсанс класифікується, як м'який тип нападів епілепсії.

## Види

### Простий
Прості абсанси характеризуються короткочасною (на 2-5 с, іноді трохи довше) непритомністю без порушень статики і яких-небудь інших симптомів. Хворі продовжують стояти, погляд на мить застигає. Оточення, яке не знає про напади, майже не помічає їх. Якщо, вловивши застиглий погляд хворого, запитати його про що-небудь, він відразу відповість і стане продовжувати свою справу, наче з ним нічого не було. Хоча ці напади тривають дуже короткий відрізок часу, свідомість при них глибоко порушується.

### Складний
При складних абсансах разом із непритомністю спостерігаються й інші симптоми. Залежно від характеру останніх розрізняють такі складні абсанси: атонічний (з розслабленням мускулатури), гіпертонічний (з підвищенням тонусу м'язів), автоматичний (з елементарними автоматизмами — руху губ, мови, жестів, потирання рук тощо), вегетативний (що включає вегетативні симптоми — відчуття жару, пітливість тощо), енуретичний (що відбувається з нетриманням сечі), абсанс, що супроводжується кашлем або чханням та ін.

## Причини
Зазвичай такий стан викликається порушенням електричної діяльності нервових клітин в головному мозку. У нормі нейрони передають один одному періодичні сигнали хімічного або електричного характеру, вдаючись до допомоги синапсів, що слугують своєрідною сполучною ланкою між клітинами. У людей з судомами ця діяльність надзвичайно активна — сигнали можуть повторюватися кожні три секунди під час абсансу.
Наука ще не має точної відповіді на питання про причини цієї активації, зате є інформація, що абсанси передаються генетичним шляхом за домінантним типом. Це означає, що для захворювання властиво «випливати» у кожному поколінні. Воно може не проявлятися тривалий час і дати про себе знати абсолютно несподівано. Наприклад, спровокувати напади може травма, вагітність, гормональна перебудова під час пубертатного періоду. Нервове перенапруження, токсичне отруєння організму, недосипання, інфекційні хвороби — всі ці стани можуть стати спусковим гачком. Дуже часто абсанси відбуваються після пробудження вранці або перед сном.
Дуже ефективним методом дослідження вважається ЕЕГ. Він полягає в тому, що записуються хвилі електричної активності мозку за допомогою маленьких електродів, вони прикріплюються шапочкою до голови. Обов'язковою умовою для цього виду діагностики є провокування нападу. Для цього на моніторі вмикаються спеціальні вогні мерехтливого типу. Також як діагностичний засіб проводять сканування мозку за допомогою МРТ.

## Лікування
Є чимало препаратів, які сприяють запобіганню виникнення чергових нападів. Але питання про їхнє призначення є досить складним, тим паче, коли був помічений перший напад. Лікар завжди бере до уваги не тільки користь, принесену певними лікарськими препаратами, але розглядається негативний вплив антиепілептичних засобів.
Якщо відбувається повторний напад, то фахівці призначають протисудомні препарати в обов'язковому порядку, тому що ймовірність чергового нападу абсансу вже зростає в рази. Водночас, якщо абсанс виникає рідко, наприклад, один або два рази протягом року, то більшість лікарів, а також батьків, вважають, що краще вже мати цей напад, ніж наражати організм на токсичну дію різних антиепілептичних препаратів, тому що подібні ліки нерідко стають причиною серйозних побічних ефектів. Слід знати, що при абсансах у разі необхідності можуть бути використані лікарські засоби різних фармакологічних груп.
Також при лікуванні абсанса лікарі звертають особливу увагу на те, що таким пацієнтам необхідний повноцінний відпочинок, дуже шкідливі недосипання, несподівані пробудження. Може завдати шкоди й надмірна фізична активність, яка є антагоністом нападів. Не рекомендується проводити електропроцедури, дорослим пацієнтам варто пам'ятати, що краще уникати вживання алкоголю. Також краще утримуватися від ритмічної фотостимуляції (зокрема, відвідування дискотек), уникати травм і гіпервентиляції.

## Абсанси у дітей
Запідозрити, що у дитини абсанс, можна за рядом специфічних ознак. Наприклад, вона завмирає на кілька секунд, погляд відсутній, і при цьому спостерігається тріпотіння повік. Дитина прицмокує губами, здійснює жувальні рухи, може виконувати синхронні рухи руками. Абсанси у дитини можуть тривати протягом декількох секунд, і відновний процес відбувається досить швидко. Повернувшись в нормальний стан, дитина не може згадати про те, що у неї був напад. Для деяких пацієнтів не рідкість — виникнення кількох абсансів щодня, і це є серйозною перешкодою для відвідування школи, інституту, для дорослої людини є проблемою робота, виконання ряду службових обов'язків.
Як правило, батьки далеко не відразу помічають, що у дитини виникають подібні напади, оскільки тривалість абсансу не перевищує лічених секунд. Однією з перших ознак є знижена здатність дитини до занять в школі. Вчителі кажуть, що вона занадто неуважна та розсіяна під час уроку. Якщо спостерігається подібна картина, то батьки повинні без зволікань звернутися за допомогою до кваліфікованого фахівця. Не виключено, що абсанси можуть стати причиною епілептичного статусу, якщо напад виявиться довше, ніж п'ятихвилинний.
Абсанси, що почалися в дитячому віці, припиняються після досягнення 20-ти років, а юнацькі — часто тривають і у дорослих людей. Якщо дитина має схильність до таких нападів, то вона повинна перебувати під особливою увагою в таких ситуаціях, як купання, плавання, тому що є ризик утоплення під час нападу. Як підлітки, так і дорослі люди, які страждають на це захворювання, не повинні самостійно керувати транспортом, користуватися технікою.